# Trigais
Trigais é uma aldeia portuguesa, pertencente à freguesia da Bendada. A aldeia está situada na parte ocidental do concelho do Sabugal. A aldeia possui uma capela e uma festa anual, sempre no mês de Agosto.
| Freguesia | Concelho | Distrito | Região               |
| Bendada   | Sabugal  | Guarda   | Beira Interior Norte |